# William Bengo Collyer
William Bengo Collyer engelsk präst, teologie doktor och psalmförfattare. Född 1782 och död 1854.

## Psalmer
- O store Gud, vad mäktig syn vers 1 av okänd engelsk författare 1802, vers 2-4 diktad 1812 av Collyer, bearbetad av Thomas Cotterhill 1819 och översatt till svenska av Erik Nyström 1893. Publicerad bland annat i Missionsförbundets sångbok Sånger och psalmer 1951 (nr 768).